# Condado de Puñonrostro
El condado de Puñonrostro es un título nobiliario español de carácter hereditario concedido por Carlos I y Juana I de Castilla el 24 de abril de 1523 a Juan Arias Dávila, IV señor de Puñonrostro y Torrejón, en recompensa a sus servicios como capitán en la Guerra de las Comunidades de Castilla en favor de Carlos I de España. El 29 de noviembre de 1726, Felipe V le concedió la grandeza de España.

## Historia
Según la tradición el título original era «conde de Riomilanos y Riofrío», cursos de agua de la provincia de Segovia, en el que el segundo tributa al primero. El relato dice que nombre actual se debe a que uno de los primeros condes recibió el puñetazo de un mendigo que se lo propinó asustado al ser sorprendido por detrás buscando grano para alimentarse en sus tierras de un pueblo cercano a Segovia, posiblemente Torredondo, donde confluyen los citados ríos. El golpe le dejó una marca con forma de pétalo en la cara, que pronto sería su símbolo distintivo.
Su escudo de armas fue adoptado por los municipios de Alcobendas y San Agustín de Guadalix (hoy en la Comunidad de Madrid), villas de propiedad familiar, la última adquirida mediante trueque en 1461 por Diego Arias Dávila, abuelo del primer conde, a Pedro González de Mendoza, obispo de Calahorra, por otras posesiones. Dentro de los bienes sujetos al condado se encontraba un palacio en Almedíjar (Castellón), del que en la actualidad solo se conserva un arco. 
Su actual titular es Manuel Arias-Dávila y Balmaseda, que lo obtuvo por cesión de su madre en 2006 y que ocupa el décimo séptimo lugar en la lista de sucesión en el título.

## Historia de los condes de Puñonrostro
- Juan Arias-Dávila y Ortiz de Valdivieso (m. 1538), I conde de Puñonrostro[4] señor de Villafranca, Villalba, Alcobendas, San Agustín de Guadalix, Pozuelo, Palomera y Casasola.[5] Era hijo de Pedro Arias Dávila el Valiente, II de Puñonrostro, Alcobendas, San Agustín de Gudalix, Pedrezuela, y Villalba, contador mayor del rey Enrique IV, miembro del consejo del rey y coronel de infantería, y de su primera esposa, María Ortiz de Valdivieso.[6]

Casó en primeras nupcias, el 21 de agosto de 1482, con Marina Hurtado de Mendoza, viuda de su hermano, Diego Arias-Dávila y Ortiz de Valdivieso, III señor de Puñonrostro. Casó en segundas con María Girón Portocarrero. Sucedió, por sentencia, en 1545, su nieto de su segundo matrimonio:
- Juan Arias Dávila y Portocarrero (m. 1554), II conde de Puñonrostro.[4]

Casó con Juana de Castro y Rivadeneyra. Sucedió su primo en 1554:
- Pedro Arias de Bobadilla, o Pedrarias Gonzalo Dávila (m. 1 de noviembre de 1596), III conde de Puñonrostro.[4] Hijo de Arias Gonzalo Dávila y Ana Girón.[7]

Casó con Ana Manrique y Piñeiro. Le sucedió su hermano en 1606:

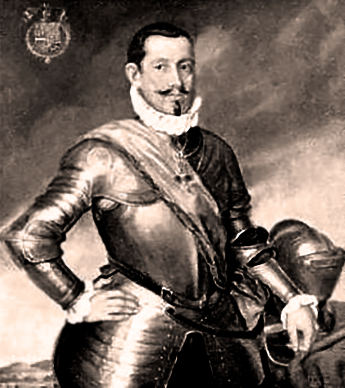
Francisco Arias de Bobadilla, IV conde de Puñonrostro

- Francisco Arias de Bobadilla (Madrid, 10 de diciembre de 1537-22 de enero de 1610), IV conde de Puñonrostro,[4] asistente de Sevilla entre el  24 de marzo de 1597 y 1599, militar, político y miembro del Consejo de Guerra.[7]

Casó con Hipólita de Leyva y Eril de Cardona, hija de Sancho Martínez de Leyva y Ladrón de Guevara, capitán de las galeras de Nápoles  Sicilia y capitán general de Fuenterrabía, y de Hipólita Violante Eril de Cardona, y hermana de Sancho Martínez de Leyva. Sucedió su hijo:
- Gonzalo Arias-Dávila y Leyva (14 de febrero de 1661), V conde de Puñonrostro.[4]

Casó con Catalina Guzmán y Acuña (m. 1622), hermana del I  marqués de Maenza, y en segundas nupcias, el 18 de agosto de 1634, con Teresa María Pacheco de Mendoza. En 6 de abril de 1661, sucedió su hijo del segundo matrimonio:
- Juan Arias Dávila Pacheco (m. 19 de marzo de 1711),  VI conde de Puñonrostro y capitán general de Galicia.[4]

Casó, en Madrid (Real Capilla) el 16 de junio de 1664, con María Manuela Coloma Pujadas, dama de la reina. En mayo de 1711, sucedió su hijo:
- Gonzalo Joseph Arias-Dávila Coloma (m. 17 de agosto de 1738), VII conde de Puñonrostro,[4] VII conde de Elda,[9] dos veces grande de España, VI conde de Anna, V marqués de Noguera y I marqués de Casasola.[10] Fue gobernador de Orán, mariscal de campo en Flandes, capitán general de la costa de Granada y miembro del Consejo de Guerra.[4]

Casó en primeras nupcias, el 15 de mayo de 1692, con María Josefa Ernestina de Croy. Contrajo un segundo matrimonio el 3 de febrero de 1701, con Isabel Ramírez de Arellano. Sucedió su hijo en 1738:
- Diego Lucas Arias-Dávila Croy (m. 7 de enero de 1751), VIII conde de Puñonrostro[4] y VIII conde de Elda[9] dos veces grande de España, VII conde de Anna, VI marqués de Noguera y II conde de Casasola.[11]

Casó, el 20 de junio de 1715, con Isabel Centurión Arias Dávila,  hija del marqués de Estepa. En 3 de junio de 1760, sucedió su único hijo:
- Francisco Javier Arias-Dávila Centurión (m. 17 de septiembre de 1783), IX conde de Puñonrostro,[4]  IX conde de Elda,[9] dos veces grande de España, VIII conde de Anna, VII marqués de Noguera y III marqués de Casasola, gentilhombre de cámara, académico de la Real Academia Española y de la Real Academia de Bellas Artes de San Fernando.[12]

Casó, el 8 de febrero de 1741, con Lucrecia Pío de Saboya. Su único hijo, José Joaquín, falleció en 1758. Le sucedió su primo segundo.
- Juan Bautista Centurión y Velasco  (también llamado Juan Centurión Arias Dávila) (12 de noviembre de 1718-10 de diciembre de 1785), X conde de Puñonrostro,[4] X conde de Elda,[9] VII marqués de Estepa,[13] IX conde de Barajas,[14] XIII conde de Fuensalida,[15] cinco veces grande de España, VIII marqués de Laula,  VII marqués de Monte de Vay, VII marqués de Vivola,[16] X conde de Anna, VII conde de Colmenar de Oreja, VII conde de Casa Palma, VI marqués de Armunia, VIII marqués de Alameda, IX conde de las Posadas, IV marqués de Casasola y VII marqués de Noguera.[17]

Casó en primeras nupcias con María Luisa Centurión Arias Dávila y en segundas, en 1773, con Mariana de Urries Pignatelli, hija del I marqués de Ayerbe. Sin descendencia, le sucedió su hermana:
- María Luisa Centurión y Velasco (m. 22 de enero de 1799), XI condesa de Puñonrostro,[4] XI condesa de Elda,[9] X condesa de Barajas,[14] VIII marquesa de Estepa,[13] XIV condesa de Fuensalida,[15] cinco veces grande de España, IX marquesa de Laula, VIII marquesa de Monte de Vay, VIII marquesas de Vivola, VIII condesa de Casa Palma, X condesa de Anna, VIII marquesa de Bedmar (por sucesión a su marido), marquesa de Casasola y marquesa de Noguera, etc.

Contrajo matrimonio, el 21 de febrero de 1750, con Felipe López Pacheco y Acuña, XII duque de Escalona y otros títulos. Sin descendientes, por sentencia, sucedió en 1802, un pariente de una rama colateral:

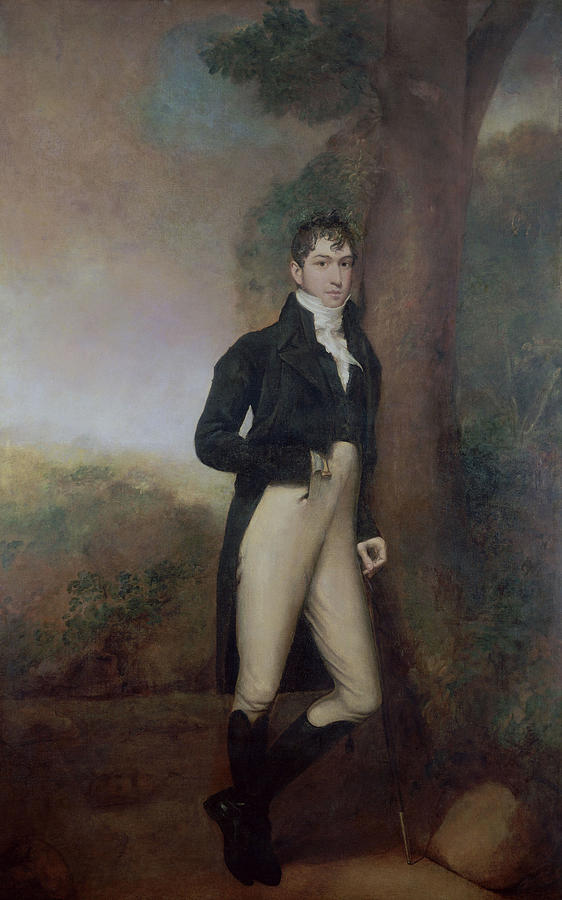
Retrato de Juan José Arias Dávila y Matheu, XII conde de Puñonrostro, de Francisco de Goya,

- Juan José Matheu y Herrera Arias Dávila (Quito, 22 de septiembre de 1783-Madrid, 6 de septiembre de 1850), XII conde de Puñonrostro,[4] grande de España, VII marqués de Maenza, firmante de la Constitución de Cádiz en representación del Nuevo Reino de Granada, caballero de la Orden de Calatrava, de la Orden de San Hermenegildo, gentilhombre de cámara del rey, grandes cruces de la Orden de Carlos III, de San Hermenegildo, y de San Fernando y senador vitalicio. Era hijo de Manuel Mateo Arias Dávila y Matheu, marqués de Maenza (erróneamente mencionado como conde de Puñonrostro en la biografía de la Real Academia de la Historia), y de su esposa Josefa Herrera Berrio.[18]

Contrajo matrimonio, el 15 de julio de 1810, con María Felipa de Carondelet y Castaños. Sucedió su hijo:
- Francisco Javier Matheu Arias Dávila y Carondelet (3 de mayo de 1812-2 de febrero de 1890), XIII conde de Puñonrostro, grande de España,[4] VII marqués de Casasola y VIII marqués de Maenza,[19] caballero de la Orden del Toisón de Oro, senador y jefe superior de palacio.[4]

Contrajo matrimonio, el 18 de agosto de 1846, con Águeda Bernaldo de Quirós y Colón de Larreátegui (m. 1892), hija de Antonio María Bernaldo de Quirós y Rodríguez de los Ríos, VI marqués de Monreal, grande de España, V marqués de Santiago, V marqués de la Cimada y IV conde de Sweveghen, y de Hipólita Colón de Larreátegui y Remírez de Baquedano. En 30 de mayo de 1908, sucedió su hijo:
- Ricardo Arias Dávila y Matheu Bernaldo de Quirós (m. 15 de septiembre de 1926), XIV conde de Puñonrostro, grande de España,[4] VIII marqués de Casasola, por cesión en 7 de noviembre de 1882) y IX marqués de Maenza en 1890.[19] }

Casó, en 1898, con María Gordón. Padres de una hija, María del Carmen Matheu Arias-Dávila y Gordón, que falleció sin descendencia. En 5 de febrero de 1930, sucedió sobrino:
- Manuel Arias-Dávila Manzanos y Matheu (m. 12 de febrero de 1976), XV conde de Puñonrostro, grande de España,[4] y XI marqués de Maenza.

Casó, el 12 de mayo de 1914, con Enriqueta Danvila Rivera. En 27 de septiembre de 1979, sucedió su hija:
- Enriqueta Arias-Dávila y Manzanos,  XVI condesa de Puñonrostro, grande de España,[4] y XII marquesa de Maenza.

Casó, el 15 de agosto de 1941, con César Balmaseda y Echevarría. En 25 de abril de 2006, por cesión, sucedió su hijo:
- Manuel Balmaseda y Arias-Dávila, XVII conde de Puñonrostro, grande de España,[4] XIII marqués de Maenza y XI marqués de Casasola.

Contrajo matrimonio, en 23 de abril de 1973, con Carmen Serrat-Valera y Cuenca-Romero. Sucedió, por cesión, su hijo:
- Juan Fadrique Arias-Dávila Serrat-Valera, XVIII conde de Puñonrostro, grande de España.[21]

## Curiosidades
Miguel de Cervantes alude a este condado en una de sus obras:

Sábete, amigo, que tiene un Bercebú en el cuerpo este conde de Puñonrostro, que nos mete los dedos de su puño en el alma. Barrida está Sevilla y diez leguas a la redonda de jácaros; no para ladrón en sus contornos. Todos le temen como al fuego, aunque ya se suena que dejará presto el cargo de Asistente, porque no tiene condición para verse a cada paso en dimes ni diretes con los señores de la Audiencia
Cervantes, La ilustre fregona